# التأثير البيئي لإنتاج الكاكاو
التأثير البيئي لإنتاج الكاكاو

## خلفية
حبوب الكاكاو هي مادة استهلاكها مرتفع في جميع أنحاء العالم. تستعمل في منتجات مثل الشكولاتة، قطع الحلوى، المشروبات ومسحوق الكاكاو. مع ذلك، فزراعة الكاكاو وإنتاج حبوب الكاكاو هي عمليات هشة جدًا وذات كثافة عمالية كبيرة. تُسمى أشجار الكوكو أيضًا بأشجار الكاكاو. تبدأ العملية بنبتة كاكاو، أو شجرة كاكاو التيوبروما حيث تستخلَص الحبوب من القرون التي تنمو مباشرةً على أغصان أشجار الكاكاو. يحتوي كل قرن على حوالي 30 إلى 50 حبة. يجب على الحبوب أن تدخل في عملية تخمر وموت طبيعية مستغرقة للوقت بعد استخراجها. يمكن لعملية زراعة الكاكاو أن تتلف البيئة بالاعتماد على ممارسات المزارع، وتكون أيضًا محدودةً بالبيئة نفسها. يتسبب التغير المناخي العالمي على سبيل المثال بمواسم جفاف أطول ما يجعل زراعة أشجار الكاكاو الجديدة والمخافظة عليها من قبل المزارعين أكثر صعوبة. يأتي معظم التأثير البيئي من غاز ثنائي أوكسيد الكربون.

## عملية الزراعة
يمكن القيام بزراعة الكاكاو على 15 درجة إلى شمال أو جنوب خط الاستواء فقط. يمكن أن تستغرق الأشجار حوالي ثلاث سنوات بعد زراعتها لتصبح مثمرة بما فيه الكفاية لتُحصد قرونها. يحدث تلقيح قرون الكاكاو بواسطة الذباب الصغير المسمى بالبراغيش. تُقطع قرون الكاكاو الناضجة التي يكون لونها أصفر من الأشجار باستخدام منجل. يُسمى استخدام المنجل بهذه الطريقة بتكنولوجيا المنجل، والذي يمنع الأمراض من الانتشار بين قرون الكاكاو، وبالتالي يقلل من الحاجة إلى المبيدات الحشرية. يمكن لهذه القرون أن تكون قليلة الأغصان وسهلة الوصول إليها أو تكون عالية على فروع سميكة. ما إن تُجمع، تُقطَّع وتُستخرج حبوب الكاكاو من القرون. تُنشر بعد ذلك الحبوب عادةً بين أوراق الموز، لعدة أيام لكي تتخمر. بعد ذلك، توضع البذور في الشمس لتجف لعدة أيام أخرى. بعد موتها، تُجمع، وتوضع في أكياس وتؤخذ إلى مكاتب التجميع. من هناك، تُشحن إلى العالم لتُعالج إلى منتجاتها النهائية.

## التأثيرات البيئية

### كاكاو الشمس الساطعة
مزارع الكاكاو صغيرة عادةً، وهي أعمال تُدار وتُملك من قبل عوائل. هنالك حوالي 4.5 مليون مزرعة كاكاو في العالم. تُقطّع أغلب مزارع الكاكاو في ساحل العاج وغانا. في غانا، يساهم الكاكاو بحوالي 64% من مجموع الصادرات. تزرع مزارع الكاكاو التقليدية في الظل بين المحاصيل والأشجار الأخرى. توجد عادةً في مناطق الغابات الاستوائية المطيرة. تُعد زراعة حبوب الكاكاو عملية طويلة ويمكن لعوامل عديدة التأثير على محصول المزرعة.
تعاني منتجات محاصيل مزارع الكاكاو من صعوبة تلبية الطلب المتزايد للشوكولاتة. من المُقدر ازدياد الطلب على الشكولاتة على نحو مضاعف بحلول عام 2050. تحول المزارعون باتجاه الممارسات غير المستدامة، والأقل وعيًا من الناحية البيئية لتلبية هذه المطلبات.
نقل بعض المزارعين محاصيلهم من الظل إلى ضوء الشمس المباشر. تنتج هذه الممارسة كمية أكبر في فترة قصيرة وبجودة أقل. تميل أشجار الكاكاو التي تنمو دون ظل إلى أن تُراكم أعشابًا ضارة أكثر وتكون كذلك سريعة التأثر بالأمراض مثل مكنسة الساحرات وتعفن القرن المُثلج. إذا بدأت الآفات بالتراكم على المحاصيل، يستعمل المزارعون كميات كبيرة من مبيدات الأعشاب للتخلص من محاصيل هذه الآفات. تضُر المبيدات المستخدمة بالأرض وبصحة الذين يرشون مبيدات الأعشاب. يمكن لرش مبيدات الأعشاب المفرط أن يتسبب بتكوين مقاومة لدى الحشرات والأعشاب الضارة ما قد يلحق المزيد من الضرر بالمحاصيل في النهاية. 

### إزالة الغابات
تساهم زراعة الكاكاو في إزالة الغابات المطيرة والقديمة. عن طريق تنظيف الأراضي في هذه الغابات، يقلل المزارعون من التنوع البيولوجي والتفاعلات بين الكائنات الحية المختلفة التي تعيش بشكل طبيعي في المنطقة. تُدَمر العديد من مواطن الحياة البرية ويَقل تنوع الأنواع النباتية بشكل كبير. تبدأ المغذيات بالترشح من التربة بسبب الري الضعيف وحفظ التربة غير الكافي، والذي بإمكانه زيادة انجراف التربة. كلما زادت شدة الممارسات الزراعية، زادت أضرارها على النظام البيئي. تصبح زراعة الكاكاو حلقة مُدمرة مع إتلاف المزارعين للتربة فهم يزيلون المزيد من الغابات للحصول على أرض جديدة، ما يعطي التأثير المعاكس لما يتوقعه المزارعون من هذه الممارسات.
أُعلِن أن بعض الغابات في غانا وبعض البلدان المنتجة للكاكاو الأخرى محمية من قبل الحكومة بعد ملاحظة الدمار الحاصل للغابات الاستوائية المطيرة. مع ذلك، مع نقص في الأراضي الجديدة لزراعة أشجار الكاكاو، بدأ بعض المزارعين بإزالة أجزاءٍ من هذه الغابات المحمية بشكل غير قانوني. قُدر أن حوالي 50% من هذه الغابات قد أُزيلت.
أصدرت منظمة مايتي إرث غير الحكومية في 13 سبتمبر، 2017 تقريرًا يوثق شراء شركة كارجيل ومجموعة أولام الدولية وباري كاليبوت للكاكاو المزروع بشكل غير قانوني في المتنزهات الوطنية والغابات المحمية الأخرى في ساحل العاج لتلبية الطلب من جهة شركات الشكولاتة الكبيرة مثل مارس، هيرشي، نستله، موندليز، لندت، وفيريرو.
اتهم التقرير الشركات بتعريض المواطن الطبيعية في الغابات لحيوانات الشمبانزي والفيلة والعديد من التجمعات السكانية في الحياة البرية للخطر عن طريق شراء الكاكاو المرتبط بإزالة الغابات. كنتيجة لإنتاج الكاكاو، تحولت 7 إلى 23 منطقة محمية في ساحل العاج بالكامل تقريبًا إلى مناطق لزراعة الكاكاو. أُبلغت شركات كارجيل وأولام الدولية وباري كاليبوت بنتائج تحقيق منظمة مايتي إرث ولم ينكروا أن مصدر الكاكاو لشركاتهم يأتي من المناطق المحمية في ساحل العاج.

## حلول مقترحة
يمكن لزراعة الكاكاو أن ترجع لجذورها المستدامة من خلال برامج مثل مؤسسة الكاكاو العالمية، تحالف الغابات المطيرة، المائدة المستديرة لاقتصاد الكاكاو المستدام، ونشاطات المنظمات غير الحكومية مثل تحالف الحفظ، آي آي تي إيه وسوليداريداد وذلك من خلال برامج تعليمية والمساعدة في سبيل إيجاد الموارد السليمة اقتصاديًا وبيئيًا لزيادة زراعتها. كملاذ أخير، سوف تساعد بعض البرامج المزارعين في الحصول على منتجات مكافحة الحشرات مثل المبيدات البيولوجية باعتبارها بديلًا لمبيدات الآفات الضارة المستخدمة. تروج بعض البرامج الأخرى للري السليم، التسميد، إدارة التربة المناسبة، والزراعة النينية، ما يعني زراعة أشجار ومحاصيل فواكه أخرى في الأراضي المحيطة بأشجار الكاكاو. يحرق بعض المزارعين القرون القديمة، المتخمرة ويضعونها في التربة مجددًا كنوع من السماد والمُخصِب. لإيقاف عملية إزالة الغابات، يُقترح زراعة المزارعين مرة أخرى لأراضيهم الحالية مع القيام بالممارسات المذكورة مسبقًا.

### الكاكاو الذي ينمو في الظل
تطورت قرون الكاكاو لتنمو في ظُلة الغابات المطيرة شديدة التنوع البيولوجي. اقتُرح رجوع مزارعي الكاكاو إلى الطرق الأصلية والطبيعية للزراعة، وذلك عن طريق الزراعة ضمن الغطاء الشجري الطبيعي دون قطع الأشجار الموجودة. عندما تُقطع أشجار منطقة بشكل تام توجد احتمالية أخرى. تساعد زراعة الأشجار، وبالذات الأشجار المملوءة بالفواكه حول وضمن المزرعة في نمو نباتات الكاكاو. بإمكان هذه الأشجار توفير ظل لنباتات الكاكاو وتكون مصدرًا لتجديد الأكسجين للبيئة. بالإضافة إلى ذلك، تحمي زراعة الكاكاو تحت الأشجار الأطول منها أشجار الكاكاو الهشة أكثر من ضوء الشمس المباشر، والذي يزيد من طول إنتاجيتها ويجعل شجرة الكاكاو أقل عرضة للأمراض. هناك منفعة أخرى لزراعة مُرافق كهذا وهي الزيادة في المواطن الطبيعية للطيور والحشرات. إذا كانت أشجار الظل حاملة للفواكه، فبإمكان هذا أيضًا توفير دخل إضافي للمزارع. مع ذلك، قد يهدد تبسيط الغطاء الظلي هذا التنوع البيولوجي. فعليه، يُعد الحفاظ على تعقيد هياكل الظل أساسيًا في مكافحة خسائر التنوع البيولوجي.
تُعيد أشجار الظل المادة العضوية إلى التربة من خلال نثر الأوراق المتساقطة والأغصان المتحللة. يساعد الظل الذي توفره هذه الأشجار أيضًا في المحافظة على رطوبة التربة في الفصول الجافة ما يؤدي إلى ضرر أٌقل في ممارسات الري. ترفع أشجار الظل من مقدار الارتشاح والتآكل البطيء للتربة. بما أن الظل يمنع نمو الأعشاب الضارة، فيستطيع المزارعون استخدام مبيدات حشرية أقل أو عدم استخدامها بالمرة ما يقلل من ظهور تشوه مكنسة الساحرات في المحاصيل. توفر نباتات الكاكاو التي تنمو في الظل تنوعًا بيولوجيًا أكثر للبيئة، وتسمح للتجمعات والمواطن الطبيعية بالازدهار. أخيرًا، يمكن أن يكون الظل مساعدًا للغاية في الحفاظ على إنتاجية نباتات الكاكاو القديمة وإطالتها.